# Johann Friedrich Voigtländer (Optiker)

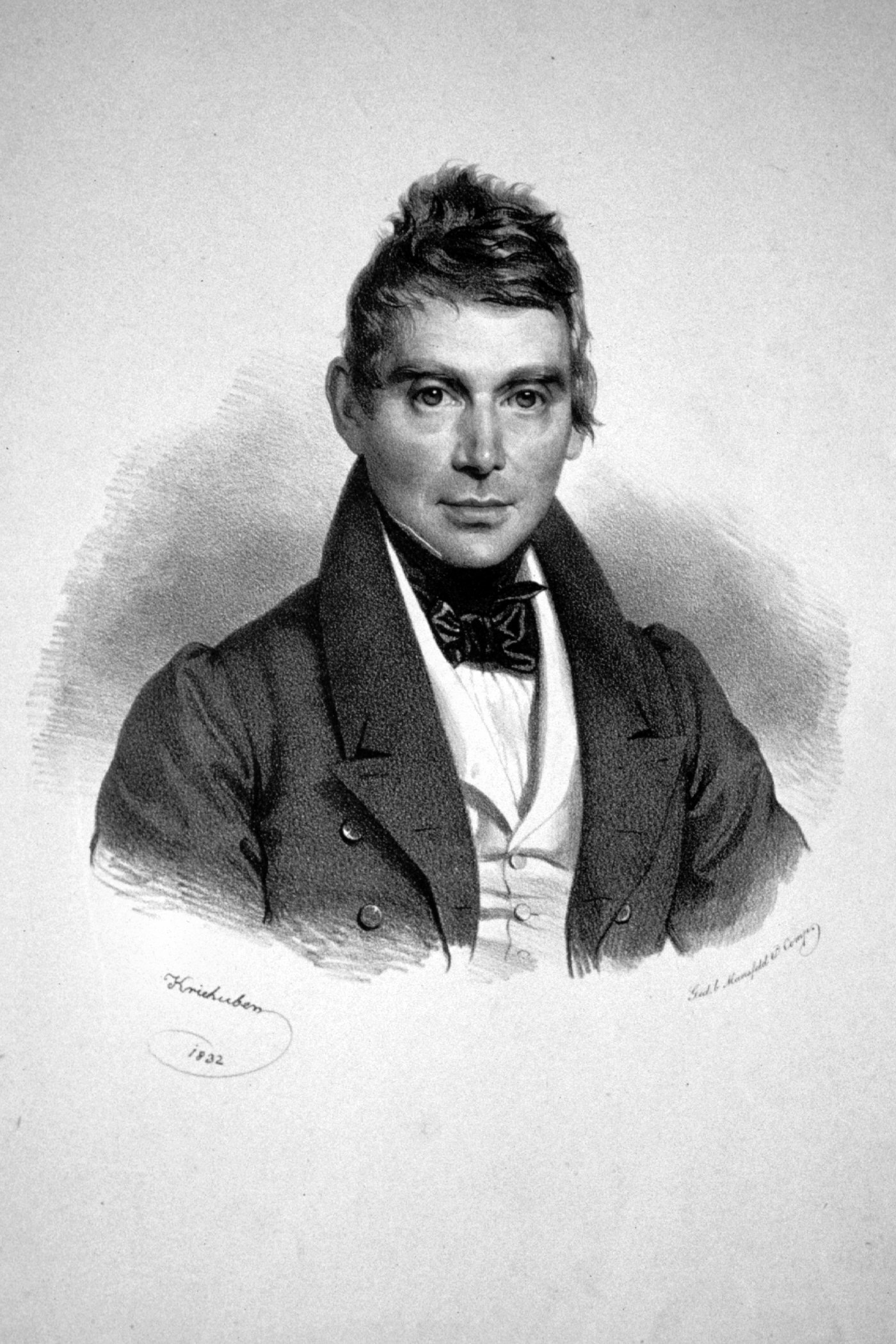
Johann Friedrich Voigtländer, Lithographie von Josef Kriehuber, 1832

Johann Friedrich Voigtländer (* 21. Mai 1779 in Wien; † 28. März 1859 ebenda) ist ein Nachkomme von Johann Christoph Voigtländer und betrieb ab 1808 die Firma  J. F. Voigtländer, Werkstätte für optische und feinmechanische Instrumente.
Er erhielt ein Kaiserliches Privileg zur Herstellung von periskopischen Brillen sowie 1823 ein weiteres Kaiserliches Privileg für Operngläser (Doppel-Theater-Perspektive).
Sein Sohn Peter Wilhelm Friedrich von Voigtländer stellte zusammen mit dem Mathematiker Josef Petzval mit dem Petzvalobjektiv das erste analytisch berechnete Objektiv der Welt her.